# 214 г. пр.н.е.
214 (двеста и четиринадесета) година преди новата ера (пр.н.е.) е година от доюлианския (Помпилийски) римски календар.

## Събития

### В Римската република
- Консули са Квинт Фабий Максим (за IV път) и Марк Клавдий Марцел (за III път).
- Рим си възвръща контрола над град Касилинум.[1]
- Ханибал не успява да превземе град Тарент и Путеоли.[1][2]
- В битката при Беневент Тиберий Семпроний Гракх побеждава Ханон, лишавайки Ханибал от подкрепления.[3]

### В Сицилия
- След убийството на Хероним Сиракуза е обявена за република и се затвърждава на страната на Картаген в конфликта с Рим.[1][3] Един от главните градски магистрати Адранодор, който преди това е съветник на Хероним, е убит заради подозрения, че се опитва да узурпира властта.[3]
- Консулът Марцел е изпратен с войска в Сицилия, превзема Лентини и се подготвя да атакува Сиракуза.[3]

### В Африка
- Царя на Западна Нумидия Сифакс се разбунтува срещу Картаген.[1]

### На Балканите
- Начало на Първата македонска война. Филип V Македонски е прогонен от адриатическото крайбрежие след като римляните вдигат обсадата му на Аполония.[1][4]

### В Азия
- Антиох III превзема по-голямата част от град Сарди, но сепаратистът Ахей продължава да се държи в цитаделата на града.[5]

## Родени
- Карнеад, гръцки философ-скептик (умрял 129 г. пр.н.е.)

## Починали
- Адранодор, древногръцки политически деец и архонт в Сиракуза
- Деметрий от Фарос, цар на територии в Илирия
- Хероним, тиран на Сиракуза (роден 231 г. пр.н.е.)